# Assassinio al galoppatoio
Assassinio al galoppatoio (Murder at the Gallop) è un film del 1963 diretto da George Pollock, tratto dal romanzo di Agatha Christie Dopo le esequie, del 1953.
Nel romanzo il protagonista è Hercule Poirot e non Miss Marple. Il film, distribuito dalla Metro-Goldwyn-Mayer, è il secondo di una serie inglese di quattro film su Miss Marple interpretati da Margaret Rutherford. Nel film, l'attore Kevin Stoney, che interpreta la parte del dottor Markwell è doppiato da un altro attore.

## Trama
Il vecchio e ricco Mr. Enderby muore apparentemente per un attacco di cuore. Ma la sempre sospettosa Miss Marple ha i suoi dubbi, ed indaga sui motivi che hanno portato alla morte della vittima.

## Accoglienza
Il film ottiene tutte valutazioni positive (100%) sul portale di film e recensioni Rotten Tomatoes, con una media di punteggio di 7 su 10 basato su 5 critiche professionali. Sul database di informazioni sul cinema IMDb ottiene, invece, un giudizio di 7,3/10 punti, basato su 4417 voti.

## Colonna sonora
La musica dei titoli di testa è la stessa nella serie di quattro film dedicati a Miss Marple negli anni '60 e interpretati dall'attrice Margaret Rutherford; è stato creato dal compositore britannico Ron Goodwin.